# 샬롯의 거미줄
《샬롯의 거미줄》(영어: Charlotte's Web)은 동화 작가인 엘윈 브룩스 화이트가 1952년에 지은 동화이다. 삽화작업은 동물을 주로 그린 가스 윌리엄스가 맡았다. 감성이 풍부한 돼지 윌버와 영리한 회색 거미 샬롯의 우정을 다루고 있다.

## 설명
1952년 출간된 이래 전 세계적으로 4천 5백만 부 이상 팔린 아동문학의 고전이다. 미국문화예술 아카데미협회 선정 문학 미평 금메달을 수상했으며, 대한민국 문화관광부가 선정한 초등학교 필독서가 되면서 대한민국 내에서도 사랑받았다. 또한 저자인 엘윈 브룩스 화이트가 뉴베리 아너상을 수상하기도 했다.대한민국에는 시공사의 어린이 단행본 출판사인 시공주니어에서 번역하여 소개되었다.

## 등장인물
- 윌버(Wilbur, 돼지) : 주인공 격의 돼지이다. 태어나자마자 작은 체형 때문에 펀의 아버지가 죽이려 하지만 동물을 사랑하는 펀에 의해 구조된다. 하지만 성장으로 인해 더 이상 꼬마돼지가 아니게 되자 주커만 씨의 헛간으로 끌려가고, 거기서 거미인 샬롯을 포함한 많은 동물 친구들을 사귄다. 이후 다시 도살 위기에 처하게 되지만 샬롯의 도움으로 목숨을 구할 뿐 아니라 언론의 화젯거리가 된다. 1등 돼지 선발 대회에 출전해 당당히 특별상을 차지하고, 다른 보통의 돼지들과는 달리 죽지 않고 살아남아서 1년 후의 봄을 맞이하게 된다.

- 샬롯(Charlotte, 거미) : 윌버가 사는 헛간에 사는 거미. 거미줄에 다양한 의미의 글자가 새겨진 거미줄을 쳐서 도살 위기에 처한 윌버를 구하는 영리한 거미이다.
- 펀(Fern Arable, 주인공) : 윌버의 주인으로, 아버지인 에이러블 씨가 도끼로 윌버를 죽이려 할 때 이를 말려서 윌버를 살림. 하지만 윌버의 성장으로 인해 윌버가 팔려가고, 펀은 헛간 지하로 매일 윌버를 찾아간다.
- 에이브리(Avery Arable,펀의 오빠):말썽꾸러기로 사람들 앞에 나서는것을 좋아한다.
- 템플턴(Templeton, 쥐) : 꼼수를 많이 부리는 쥐로 1등 돼지 선발대회에서 죽어가는 샬롯이 낳은 알을 헛간으로 배달한다. 그 대신 그는 매일 윌버의 구유통의 음식찌꺼기를 윌버보다 먼저 먹게 된다.
- 배시(Betsy, 암소)
- 비시(Bitsy, 암소)
- 구시(Gussy, 거위)
- 골리(Golly, 거위)
- 아이케(Ike, 말)
- 새뮤얼(Samuel, 양)

- 주커만 씨(Mr. Zuckerman, 남자 농부) : 윌버의 주인. 윌버가 샹후 한 달이 되었을 때 6달러에 사들여서 크리스마스에 도살할 목적으로 길렀지만, 샬롯이 Some Pig라는 단어를 써서 거미줄을 친 것을 보고, 윌버를 특별한 돼지로 생각하고 윌버를 특별 대우해 준다.
- 주커만 부인(Mrs. Zuckerman)
- 닥터 도리안(Dr. Dorian, 남자 의사) : 에이러블 가족이 자주 찾는 의사 선생님.
- 에러블 부인(Mrs. Arable, 펀의 어머니) : 펀의 어머니로, 펀이 친구와 놀지 않고, 동물들과만 함께 있는 게 걱정돼서 도리안 씨를 찾는다.
- 에이러블 씨(Mr. Arable, 펀의 아버지) : 펀의 아버지로, 윌버가 태어나자마자 윌버를 죽이려고 했지만, 펀이 이를 말린다.
- 말  :리
- 러비 : 주커만 씨에게 고용된 사람이다.